# عبد العزيز محمود (صحفي)
عبد العزيز محمود (بالدنماركية: Abdel Aziz Mahmoud)‏ من مواليد 11 يونيو 1983 في أبو ظبي، وهو صحفي دانماركي ومضيف إذاعي وتلفزيوني، وقد سبق له العمل كمضيف ومراسل تلفزيوني في راديو الدنمارك. يُعرف أيضًا كمفكر لا سيما فيما يتعلق بقضايا التكامل، وفي عام 2016 نشر كتابًا «أين تتحدث دنماركي رفيع!» حول عائلته الدنماركية الفلسطينية وخبراته الخاصة في بناء حياة في الدنمارك وحول نظرته في الجدل الدائر حول الهجرة في الدنمارك.

## الخلفية
نشأ والدا عبد العزيز محمود في لبنان كأبناء فلسطينيين عديمي الجنسية، ولكن في عام 1982 هرب الأب إلى أبو ظبي بعد أن هددته القوات السورية في لبنان، وتلا ذلك خطيبته، وفي نفس العام تزوجا في أبوظبي حيث ولد ابنهما الأكبر عبد العزيز في العام التالي. فرت العائلة في عام 1984 إلى الدنمارك بعد أن واجهت مشاكل مع جهاز المخابرات في أبو ظبي. بعد بعض الإقامات المؤقتة، عاشت الأسرة أثناء تربية عبد العزيز في جريف ستراند وميدلفارت وأولستيك على التوالي. أنجبت الأسرة ثلاثة أطفال آخرين، وجميعهم ولدوا في الدنمارك.
أصبح عبد العزيز محمود طالبًا من ستينلوس جيمنازيوم في عام 2002، وصحفيًا من المدرسة الدنماركية للصحافة في عام 2007.

## حياته المهنية
في عام 2005، أخرج عبد العزيز محمود الفيلم القصير «ملكة الطريق» مع آن ماري كوروب. شارك عبد العزيز محمود في فيلم "Call Me Just Aksel"، وعمل كصحفي في جريدة التلفاز.
خلال مسابقة الأغنية الأوروبية لعام 2014 في كوبنهاغن، قام بأداء مع علا إيسيندروب كمضيف للمركز الصحفي، وفي وقت لاحق من ذلك العام أصبح محررا لقناة نورديسك فيلم تي في (Nordisk Film TV).

## «أين تتحدث دنماركية رائعة!»
في ظل انطباع النقاش الدنماركي حول اللاجئين والمهاجرين، بدأ عبد العزيز محمود في عام 2015 المشاركة في النقاش العام عبر وسائل التواصل الاجتماعي، وفي صيف عام 2015 كتب أول خطاب للنقاش «لا أريد أن أكتب هذا» عن الحياة مثل «غير المسلمين خاصة» في الدنمارك. شارك في عدد من حلقات النقاش حول الموضوع ونشر في أبريل 2016 كتاب «أين تتحدث دنماركية رائعة!» حيث وصف تجربة عائلته في الاستقرار في الدنمارك فيما يسميه «سباق الألواح»، فكان الكتاب هكذا سيرة ذاتية ومناقشات مشتركة.
في مقابلة مع صحيفة BT اليومية فيما يتلق بنشر الكتاب، تحدث عن الزمالة والحي والصداقة. في الأخبار، اعتقد المُراجع أن الكتاب كان أيضًا«إعادة سرد ساخرة محبة للعديد من الكتل العثرة التي مددت الدنماركية من أجل نظرات مختلفة».

## العودة إلى DR
في نفس العام الذي صدر فيه أول كتاب له، عاد عبد العزيز محمود إلى DR حيث تولى دور المضيف في البرنامج الأسبوعي Shitstorm، وعُرض البرنامج لأول مرة في 12 مايو 2016. خلال الفترة نفسها، عمل عبد العزيز محمود في سلسلة من البرامج الشخصية مع التركيز السياسي، وبُثت البرامج على DR2.
احتوى برنامج آخر (دانييل كارلسن للدنماركيين - الوصول مع عبد العزيز) على مناقشة بين عبد العزيز محمود ودانييل كارلسن، زعيم حزب الحزب الدنماركي. غرّد عبد العزيز محمود أنه كان «البرنامج الأصعب المطلق الذي صنعته في 10 سنوات». الأشخاص الآخرون الذين كانوا موضوع برنامج في هذه السلسلة على سبيل المثال، سورين بيند وسارة عمر وسفيند برينكمان وأول بيرك أوليسن. وكانت الموضوعات المتضررة على سبيل المثال، القنب الطبي وحرب النطاق ومراقبة العته.

## روابط خارجية
- عبد العزيز محمود على موقع IMDb (الإنجليزية)